# Франческо Каваллі
П'єтро Франческо Каваллі (італ. Pietro Francesco Cavalli; власне П'єтро Франческо Калетті (Caletti), 14 лютого 1602,  Кремона — 14 січня 1676, Венеція) — італійський композитор.
Народився у місті Кремоні. Був органістом у Базиліці Святого Марка. Написав 41 оперу, з яких особливий успіх мала «Ясон» (Il Giasone). Каваллі приділяв велику увагу гармонії, ритму, різноманітності модуляцій і інструментування, надав аріозному співу велику заокругленості, красу, виразність. З духовних творів його перу належать меси, псалми та реквієм. Помер у Венеції.